# Åke Östblom
Åke Georg Holger Östblom, född 17 augusti 1935 i Hofors, död 23 maj 1997 i Falun, var en framgångsrik svensk motorcykelförare under 1950-talet.
Han ägnade sig bland annat åt roadracing, speedway och isracing. Under sina sex säsonger i Getingarna deltog han i 47 matcher som resulterade i 156 poäng. Östblom körde även rally med sin fru Gun som kartläsare. Han deltog i Hedemora TT med en 125 cc Mondial som han hämtade ny i Italien i början på 1950-talet. Under 1990-talet körde han även Karlskoga rodracing-veteran med den. 1954 körde Östblom skarpnäcksloppet med sin mondial.
Östblom hade inget körkort när han började köra speedway så hans syster fick köra honom till Tyskland för tävling.